# Anseong-myeon
Anseong-myeon (koreanska: 안성면) är en socken i kommunen Muju-gun i provinsen Norra Jeolla i den centrala delen av Sydkorea, 200 km söder om huvudstaden Seoul.